# Classe Tarantul
Ne doit pas être confondu avec Classe Stenka ou Classe Tarantul.
La classe Tarantul (code OTAN) ou Projet 1241/Molnia du mot russe « Молния » signifiant éclair, est une classe de corvettes rapides lance-missiles de 2e génération de la Marine soviétique. La dénomination russe est « Projekt 1241.1 ». Une classe de patrouilleurs est dérivée du Projekt 1241.2 Molniya-2 (code OTAN classe Pauk). Ne pas confondre avec le Projet 205P Tarantul, code OTAN Classe Stenka.

## Description
Livrée pour les versions standards entre 1981 et 1999, la classe Tarantul remplace à la fois les corvettes de classe Nanuchka et les patrouilleurs de classe Osa. Les bâtiments ont connu un certain succès à l'exportation ce qui a conduit à la livraison de quelques navires d'une sous-classe modernisée en 2007 et 2011. Ils sont en cours de remplacement au sein de la Flotte maritime militaire de Russie par la classe Steregouchtchi.

## Historique
Une corvette, l'Ivanovets, de la flotte de la mer Noire russe est supposée détruite par une attaque de drones de surface navals ukrainiens le 1er février 2024 alors qu'elle patrouillait près du lac Donuzlav,. Cette corvette était équipée de missiles P-270 Moskit au moment de sa destruction.

## Utilisateurs

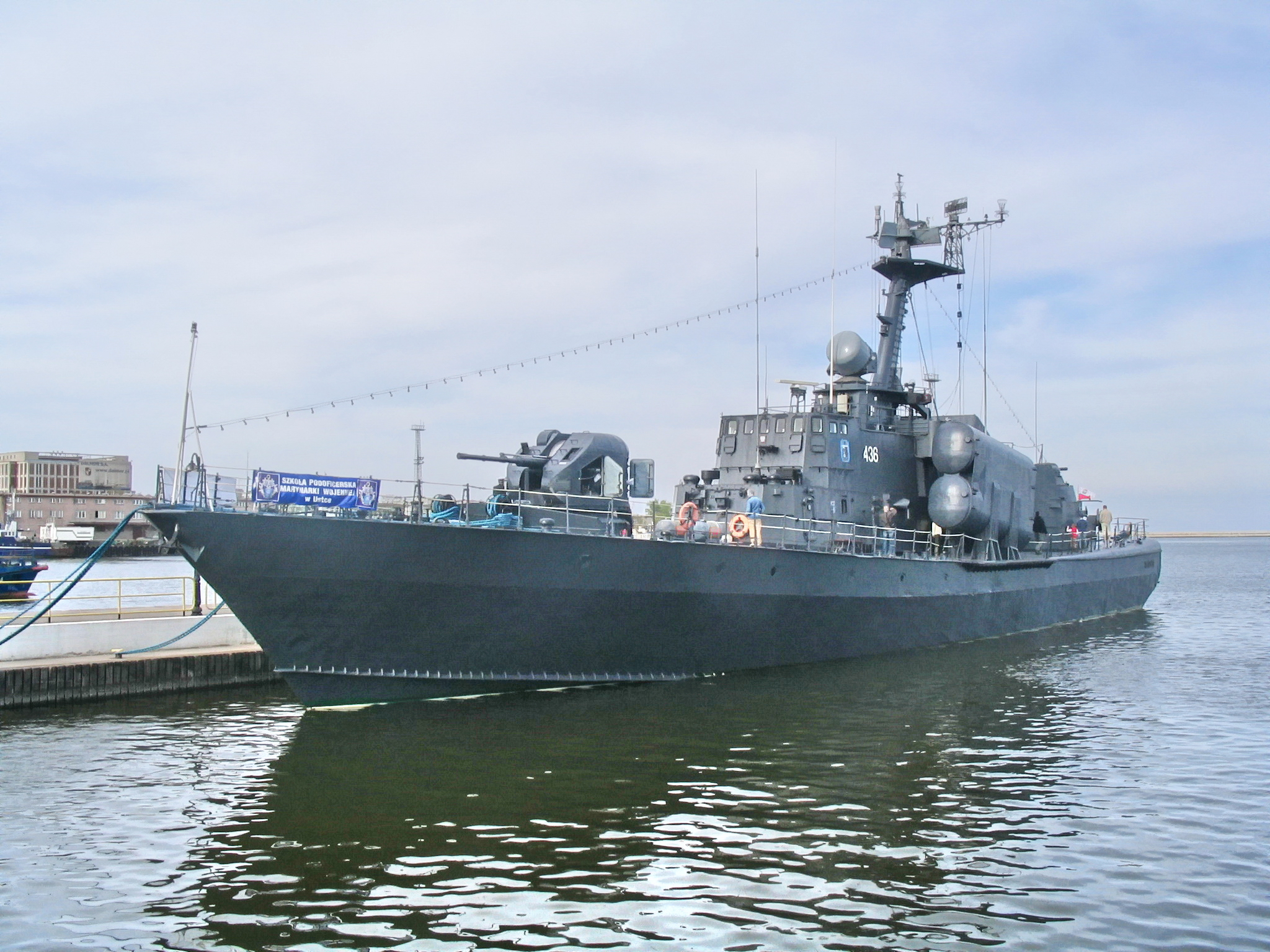
Un navire polonais en 2007. Il a été démoli en 2023.

### Opérateurs en 2024[5]
- Marine russe : 21 navires, 4 Projet 1241-1M (Tarantul II)[6] et 16 Projet 1241-1RE (Tarantule III dont certains ont été modernisés) ainsi qu'un Tarantul III sans missiles utilisé comme patrouilleur[7]
- Russie : les Garde-côtes de Russie en opèrent 4
- Marine bulgare: 1 Projet 1241 (Tarantul II)[8]
- Marine indienne : 5 Projet 1241, 7 autres ont été désarmés[9]
- Marine militaire roumaine: Projet 1241 : 3[10]
- Forces navales turkmènes :Projet 1241.8 : 2[11]
- Marine populaire vietnamienne : 12 navires, 4 Projet 1241RE (Tarantul I)[12] et 8 Projet 1241.8 (Tarantul V)[13]
- Marine égyptienne : 1 Tarentule IV acheté en 2015
- Marine yéménite : Projet 1241 : 1[14]

### Anciens opérateurs
- Marine soviétique : Transmis aux états successeurs
- Volksmarine : Projet 1241 : 5 commissionnés à partir de 1985, très brièvement sous couleurs de la Marine allemande après la réunification allemande jusqu'en 1991, 3 démolis entre 1994 et 1995, un transféré aux États-Unis en 1991, un devient un navire-musée à Peenemünde[15].
- United States Navy :Projet 1241 : 1 exemplaire est-allemand déclassé en avril 1991 sous le nom Hiddensee transféré à l'United States Navy entre avril 1991 et avril 1996, conservé au musée Battleship Cove jusqu’à sa démolition fin 2023[16],[17].
- Marine ukrainienne : 4 navires, capturés par la Russie lors de l'invasion de la Crimée en 2014, 2 au moins ont été réutilisés par la marine russe.
- Marine polonaise : 4 navires, les deux derniers ont été démolis en 2020